# Leden van de Veiligheidsraad van de Verenigde Naties
De Veiligheidsraad van de Verenigde Naties telt vijftien leden. Vijf leden hebben een permanente zetel, de overige tien leden worden door de Algemene Vergadering van de Verenigde Naties voor een periode van twee jaar gekozen; elk jaar worden er vijf nieuwe landen gekozen. Tot 1966 waren er zes niet-permanente landen. Om een mondiale verdeling van de zetels te garanderen krijgt ieder van de vijf onofficiële regionale VN-groeperingen een aantal zetels toebedeeld.

## Permanente leden
De vijf permanente leden zijn China, Frankrijk, Rusland, het Verenigd Koninkrijk en de Verenigde Staten. In 1991 nam Rusland de plaats over van de Sovjet-Unie, in 1971 volgde de Volksrepubliek China de Republiek China op. Alleen deze permanente leden hebben vetorecht.

## Regionale groeperingen

Afrika
Azië
Oost-Europa
Latijns-Amerika en de Caraïben
West-Europa en de overigen
VN-lid zonder plaats in een groepering
Waarnemer
Geen VN-lidstaat of VN-territorium

De VN kent vijf regionale groeperingen met elk een vast aantal niet-permanente zetels in de Veiligheidsraad:
- Afrika: 3 leden
- Azië: 2 leden
- Latijns-Amerika en de Caraïben: 2 leden
- West-Europa en de overige landen: 2 leden, waarvan minstens één uit West-Europa
- Oost-Europa (officieel landen in een overgangseconomie): 1 lid

Van de vijf Afrikaans-Aziatische landen is er altijd één een Arabisch land dat beurtelings uit Afrika en Azië komt.

## Verkiezing van de niet-permanente leden
Elk jaar kiest de Algemene Vergadering van de VN vijf nieuwe leden voor een periode van twee jaar. De gekozen leden nemen hun zetel in vanaf 1 januari in het daaropvolgende jaar. De verkiezing begint altijd op 16 oktober en gaat binnen elke groepering door totdat er een tweederdemeerderheid is bereikt. Landen mogen niet twee opeenvolgende termijnen deel uitmaken van de Veiligheidsraad. Van tevoren stellen landen zich kandidaat voor een zetel. Het is overigens toegestaan om op een land te stemmen dat zich niet kandidaat heeft gesteld wanneer na drie stemronden nog geen uitslag is bereikt.
Verkiezingstabel
In de volgende tabel staat een overzicht van welke zetels er in de oneven en in de even jaren worden verkozen.
| Periode die begint in een      | oneven jaar | even jaar |
| ------------------------------ | ----------- | --------- |
| Afrika                         | 1 lid       | 2 leden * |
| Azië                           | 1 lid       | 1 lid *   |
| Latijns-Amerika en de Caraïben | 1 lid       | 1 lid     |
| West-Europa en de overigen     | 2 leden     | geen      |
| Oost-Europa                    | geen        | 1 lid     |

*: De afvaardiging van het ene Arabische land wisselt telkens tussen Afrika en Azië.

## Eerdere samenstelling van de Veiligheidsraad
Vanaf de oprichting in 1946 tot 1965 kende de Veiligheidsraad zes niet-permanente leden. De regionale groepering was destijds als volgt:
- Latijns-Amerika: 2 leden
- Brits Gemenebest: 1 lid
- Oost-Europa: 1 lid
- Midden-Oosten: 1 lid
- West-Europa: 1 lid

Er waren enkele uitzonderingen. Zo nam in 1961 Liberia de plaats in van een West-Europees land. Ivoorkust verving in 1964-1965 de vertegenwoordiger uit het Gemenebest. Aziatische landen waren sinds 1956 een onderdeel van de groepering "Oost-Europa".

## Langdurige verkiezingen
Tijdelijke leden moeten met een tweederdemeerderheid worden gekozen. In de meeste gevallen wordt deze meerderheid snel bereikt. Soms is er maar één land kandidaat voor een bepaalde zetel. Het gebeurt soms ook dat er een groot aantal stemronden nodig is.
De langst durende verkiezing was die in 1979 ten tijde van de Koude Oorlog toen Cuba en Colombia kandidaat waren. Colombia kreeg de steun van het Westen, Cuba die van het Oosten. Na 155 stemronden verspreid over drie maanden was er nog steeds geen beslissing. Na uitgebreide diplomatieke onderhandelingen trokken beide landen zich terug en werd Mexico door beide blokken als compromis naar voren geschoven.
De op een na langste verkiezing was die in 1959 tussen Polen en Turkije. Na 52 ronden was er nog steeds geen besluit, maar beide landen gingen ermee akkoord om ieder slechts een jaar lid van de Veiligheidsraad te zijn.

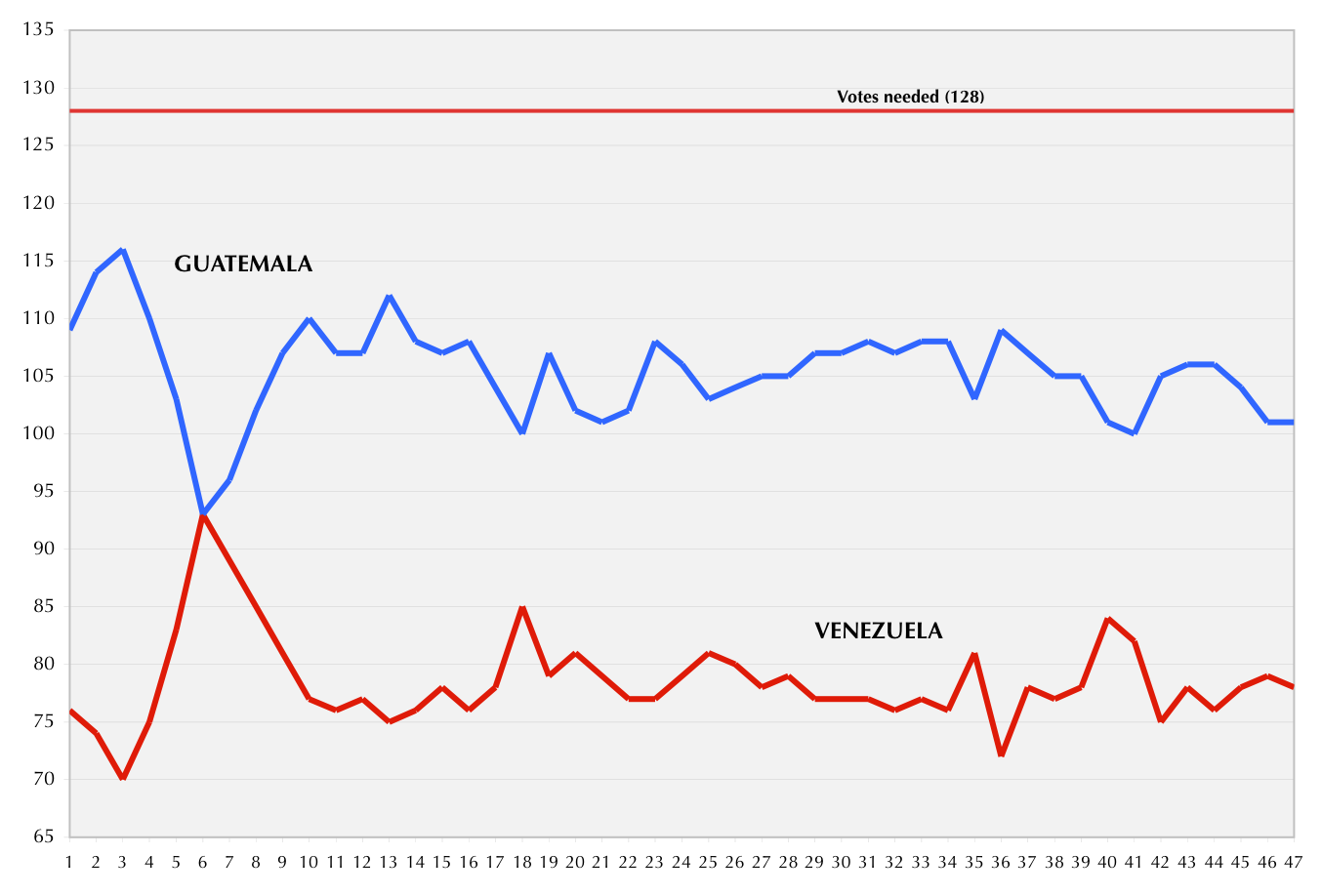
De stemmen per ronde voor Guatemala (blauw) en Venezuela (rood) in 2006

De verkiezing in 2006 tussen Guatemala en Venezuela was de op twee na de langste. Guatemala, gesteund door de Verenigde Staten en West-Europa, had 47 stemrondes lang een meerderheid die onvoldoende groot was (ongeveer 105 tegen 80). Aan de andere kant stond Venezuela, onder leiding van president Hugo Chávez. Dat land staat bekend om de grote kritiek op het westen en de regering van de Amerikaanse president Bush. De diplomatieke impasse werd doorbroken nadat beide landen zich terugtrokken en Panama werd voorgedragen.
Als vierde in langdurigheid staat de verkiezing tussen Joegoslavië en de Filipijnen uit 1955 bekend. Na 36 verkiezingsronden won uiteindelijk Joegoslavië, maar na een jaar droeg dit land zijn zetel over aan de Filipijnen.

## Verkiezingen per jaar

### 1946-1965 (11 lidstaten, waarvan 6 niet-permanent)
| Jaar | Latijns-Amerika | Latijns-Amerika | Gemenebest    | Oost-Europa & Azië | Midden-Oosten                 | West-Europa |
| ---- | --------------- | --------------- | ------------- | ------------------ | ----------------------------- | ----------- |
| 1946 | Brazilië        | Mexico          | Australië     | Polen              | Egypte                        | Nederland   |
| 1947 | Brazilië        | Colombia        | Australië     | Polen              | Syrië                         | België      |
| 1948 | Argentinië      | Colombia        | Canada        | Oekraïense SSR     | Syrië                         | België      |
| 1949 | Argentinië      | Cuba            | Canada        | Oekraïense SSR     | Egypte                        | Noorwegen   |
| 1950 | Ecuador         | Cuba            | India         | Joegoslavië        | Egypte                        | Noorwegen   |
| 1951 | Ecuador         | Brazilië        | India         | Joegoslavië        | Turkije                       | Nederland   |
| 1952 | Chili           | Brazilië        | Pakistan      | Griekenland        | Turkije                       | Nederland   |
| 1953 | Chili           | Colombia        | Pakistan      | Griekenland        | Libanon                       | Denemarken  |
| 1954 | Brazilië        | Colombia        | Nieuw-Zeeland | Turkije            | Libanon                       | Denemarken  |
| 1955 | Brazilië        | Peru            | Nieuw-Zeeland | Turkije            | Iran                          | België      |
| 1956 | Cuba            | Peru            | Australië     | Joegoslavië        | Iran                          | België      |
| 1957 | Cuba            | Colombia        | Australië     | Filipijnen         | Irak                          | Zweden      |
| 1958 | Panama          | Colombia        | Canada        | Japan              | Irak                          | Zweden      |
| 1959 | Panama          | Argentinië      | Canada        | Japan              | Tunesië                       | Italië      |
| 1960 | Ecuador         | Argentinië      | Ceylon        | Polen              | Tunesië                       | Italië      |
| 1961 | Ecuador         | Chili           | Ceylon        | Turkije            | Verenigde Arabische Republiek | Liberia     |
| 1962 | Venezuela       | Chili           | Ghana         | Roemenië           | Verenigde Arabische Republiek | Ierland     |
| 1963 | Venezuela       | Brazilië        | Ghana         | Filipijnen         | Marokko                       | Noorwegen   |
| 1964 | Bolivia         | Brazilië        | Ivoorkust     | Tsjecho-Slowakije  | Marokko                       | Noorwegen   |
| 1965 | Bolivia         | Uruguay         | Ivoorkust     | Maleisië           | Jordanië                      | Nederland   |

### 1966-heden (15 lidstaten, waarvan 10 niet-permanent)
| Jaar | Afrika * Arabisch land | Afrika * Arabisch land | Afrika * Arabisch land | Azië * Arabisch land           | Azië * Arabisch land | Latijns-Amerika & Caraïben     | Latijns-Amerika & Caraïben | West-Europa en overigen  | West-Europa en overigen  | Oost-Europa                    |
| 1966 | Mali                   | Nigeria                | Oeganda                | Japan                          | Jordanië *           | Argentinië                     | Uruguay                    | Nederland                | Nieuw-Zeeland            | Bulgarije                      |
| 1967 | Mali                   | Nigeria                | Ethiopië               | Japan                          | India                | Argentinië                     | Brazilië                   | Canada                   | Denemarken               | Bulgarije                      |
| 1968 | Algerije *             | Senegal                | Ethiopië               | Pakistan                       | India                | Paraguay                       | Brazilië                   | Canada                   | Denemarken               | Hongarije                      |
| 1969 | Algerije *             | Senegal                | Zambia                 | Pakistan                       | Nepal                | Paraguay                       | Colombia                   | Finland                  | Spanje                   | Hongarije                      |
| 1970 | Burundi                | Sierra Leone           | Zambia                 | Syrië *                        | Nepal                | Nicaragua                      | Colombia                   | Finland                  | Spanje                   | Polen                          |
| 1971 | Burundi                | Sierra Leone           | Somalië                | Syrië *                        | Japan                | Nicaragua                      | Argentinië                 | België                   | Italië                   | Polen                          |
| 1972 | Guinee                 | Soedan *               | Somalië                | India                          | Japan                | Panama                         | Argentinië                 | België                   | Italië                   | Joegoslavië                    |
| 1973 | Guinee                 | Soedan *               | Kenia                  | India                          | Indonesië            | Panama                         | Peru                       | Australië                | Oostenrijk               | Joegoslavië                    |
| 1974 | Kameroen               | Mauritanië             | Kenia                  | Irak *                         | Indonesië            | Costa Rica                     | Peru                       | Australië                | Oostenrijk               | Wit-Russische SSR              |
| 1975 | Kameroen               | Mauritanië             | Tanzania               | Irak *                         | Japan                | Costa Rica                     | Guyana                     | Italië                   | Zweden                   | Wit-Russische SSR              |
| 1976 | Benin                  | Libië *                | Tanzania               | Pakistan                       | Japan                | Panama                         | Guyana                     | Italië                   | Zweden                   | Roemenië                       |
| 1977 | Benin                  | Libië *                | Mauritius              | Pakistan                       | India                | Panama                         | Venezuela                  | Canada                   | Bondsrepubliek Duitsland | Roemenië                       |
| 1978 | Gabon                  | Nigeria                | Mauritius              | Koeweit *                      | India                | Bolivia                        | Venezuela                  | Canada                   | Bondsrepubliek Duitsland | Tsjecho-Slowakije              |
| 1979 | Gabon                  | Nigeria                | Zambia                 | Koeweit *                      | Bangladesh           | Bolivia                        | Jamaica                    | Noorwegen                | Portugal                 | Tsjecho-Slowakije              |
| 1980 | Niger                  | Tunesië *              | Zambia                 | Filipijnen                     | Bangladesh           | Mexico                         | Jamaica                    | Noorwegen                | Portugal                 | Duitse Democratische Republiek |
| 1981 | Niger                  | Tunesië *              | Oeganda                | Filipijnen                     | Japan                | Mexico                         | Panama                     | Ierland                  | Spanje                   | Duitse Democratische Republiek |
| 1982 | Togo                   | Zaïre                  | Oeganda                | Jordanië *                     | Japan                | Guyana                         | Panama                     | Ierland                  | Spanje                   | Polen                          |
| 1983 | Togo                   | Zaïre                  | Zimbabwe               | Jordanië *                     | Pakistan             | Guyana                         | Nicaragua                  | Malta                    | Nederland                | Polen                          |
| 1984 | Burkina Faso           | Egypte *               | Zimbabwe               | India                          | Pakistan             | Peru                           | Nicaragua                  | Malta                    | Nederland                | Oekraïense SSR                 |
| 1985 | Burkina Faso           | Egypte *               | Madagaskar             | India                          | Thailand             | Peru                           | Trinidad en Tobago         | Australië                | Denemarken               | Oekraïense SSR                 |
| 1986 | Congo-Brazzaville      | Ghana                  | Madagaskar             | Verenigde Arabische Emiraten * | Thailand             | Venezuela                      | Trinidad en Tobago         | Australië                | Denemarken               | Bulgarije                      |
| 1987 | Congo-Brazzaville      | Ghana                  | Zambia                 | Verenigde Arabische Emiraten * | Japan                | Venezuela                      | Argentinië                 | Bondsrepubliek Duitsland | Italië                   | Bulgarije                      |
| 1988 | Algerije *             | Senegal                | Zambia                 | Nepal                          | Japan                | Brazilië                       | Argentinië                 | Bondsrepubliek Duitsland | Italië                   | Joegoslavië                    |
| 1989 | Algerije *             | Senegal                | Ethiopië               | Nepal                          | Maleisië             | Brazilië                       | Colombia                   | Canada                   | Finland                  | Joegoslavië                    |
| 1990 | Ivoorkust              | Zaïre                  | Ethiopië               | Jemen *                        | Maleisië             | Cuba                           | Colombia                   | Canada                   | Finland                  | Roemenië                       |
| 1991 | Ivoorkust              | Zaïre                  | Zimbabwe               | Jemen *                        | India                | Cuba                           | Ecuador                    | Oostenrijk               | België                   | Roemenië                       |
| 1992 | Kaapverdië             | Marokko *              | Zimbabwe               | Japan                          | India                | Venezuela                      | Ecuador                    | Oostenrijk               | België                   | Hongarije                      |
| 1993 | Kaapverdië             | Marokko *              | Djibouti               | Japan                          | Pakistan             | Venezuela                      | Brazilië                   | Nieuw-Zeeland            | Spanje                   | Hongarije                      |
| 1994 | Nigeria                | Rwanda                 | Djibouti               | Oman *                         | Pakistan             | Argentinië                     | Brazilië                   | Nieuw-Zeeland            | Spanje                   | Tsjechië                       |
| 1995 | Nigeria                | Rwanda                 | Botswana               | Oman *                         | Indonesië            | Argentinië                     | Honduras                   | Duitsland                | Italië                   | Tsjechië                       |
| 1996 | Egypte *               | Guinee-Bissau          | Botswana               | Zuid-Korea                     | Indonesië            | Chili                          | Honduras                   | Duitsland                | Italië                   | Polen                          |
| 1997 | Egypte *               | Guinee-Bissau          | Kenia                  | Zuid-Korea                     | Japan                | Chili                          | Costa Rica                 | Portugal                 | Zweden                   | Polen                          |
| 1998 | Gabon                  | Gambia                 | Kenia                  | Bahrein *                      | Japan                | Brazilië                       | Costa Rica                 | Portugal                 | Zweden                   | Slovenië                       |
| 1999 | Gabon                  | Gambia                 | Namibië                | Bahrein *                      | Maleisië             | Brazilië                       | Argentinië                 | Canada                   | Nederland                | Slovenië                       |
| 2000 | Mali                   | Tunesië *              | Namibië                | Bangladesh                     | Maleisië             | Jamaica                        | Argentinië                 | Canada                   | Nederland                | Oekraïne                       |
| 2001 | Mali                   | Tunesië *              | Mauritius              | Bangladesh                     | Singapore            | Jamaica                        | Colombia                   | Ierland                  | Noorwegen                | Oekraïne                       |
| 2002 | Kameroen               | Guinee                 | Mauritius              | Syrië *                        | Singapore            | Mexico                         | Colombia                   | Ierland                  | Noorwegen                | Bulgarije                      |
| 2003 | Kameroen               | Guinee                 | Angola                 | Syrië *                        | Pakistan             | Mexico                         | Chili                      | Duitsland                | Spanje                   | Bulgarije                      |
| 2004 | Algerije *             | Benin                  | Angola                 | Filipijnen                     | Pakistan             | Brazilië                       | Chili                      | Duitsland                | Spanje                   | Roemenië                       |
| 2005 | Algerije *             | Benin                  | Tanzania               | Filipijnen                     | Japan                | Brazilië                       | Argentinië                 | Denemarken               | Griekenland              | Roemenië                       |
| 2006 | Ghana                  | Congo-Brazzaville      | Tanzania               | Qatar *                        | Japan                | Peru                           | Argentinië                 | Denemarken               | Griekenland              | Slowakije                      |
| 2007 | Ghana                  | Congo-Brazzaville      | Zuid-Afrika            | Qatar *                        | Indonesië            | Peru                           | Panama                     | België                   | Italië                   | Slowakije                      |
| 2008 | Burkina Faso           | Libië *                | Zuid-Afrika            | Vietnam                        | Indonesië            | Costa Rica                     | Panama                     | België                   | Italië                   | Kroatië                        |
| 2009 | Burkina Faso           | Libië *                | Oeganda                | Vietnam                        | Japan                | Costa Rica                     | Mexico                     | Turkije                  | Oostenrijk               | Kroatië                        |
| 2010 | Gabon                  | Nigeria                | Oeganda                | Libanon*                       | Japan                | Brazilië                       | Mexico                     | Turkije                  | Oostenrijk               | Bosnië en Herzegovina          |
| 2011 | Gabon                  | Nigeria                | Zuid-Afrika            | Libanon*                       | India                | Brazilië                       | Colombia                   | Duitsland                | Portugal                 | Bosnië en Herzegovina          |
| 2012 | Marokko*               | Togo                   | Zuid-Afrika            | Pakistan                       | India                | Guatemala                      | Colombia                   | Duitsland                | Portugal                 | Azerbeidzjan                   |
| 2013 | Marokko*               | Togo                   | Rwanda                 | Pakistan                       | Zuid-Korea           | Guatemala                      | Argentinië                 | Australië                | Luxemburg                | Azerbeidzjan                   |
| 2014 | Tsjaad                 | Nigeria                | Rwanda                 | Jordanië*                      | Zuid-Korea           | Chili                          | Argentinië                 | Australië                | Luxemburg                | Litouwen                       |
| 2015 | Tsjaad                 | Nigeria                | Angola                 | Jordanië*                      | Maleisië             | Chili                          | Venezuela                  | Nieuw-Zeeland            | Spanje                   | Litouwen                       |
| 2016 | Egypte*                | Senegal                | Angola                 | Japan                          | Maleisië             | Uruguay                        | Venezuela                  | Nieuw-Zeeland            | Spanje                   | Oekraïne                       |
| 2017 | Egypte*                | Senegal                | Ethiopië               | Japan                          | Kazachstan           | Uruguay                        | Bolivia                    | Italië                   | Zweden                   | Oekraïne                       |
| 2018 | Ivoorkust              | Equatoriaal-Guinea     | Ethiopië               | Koeweit *                      | Kazachstan           | Peru                           | Bolivia                    | Nederland                | Zweden                   | Polen                          |
| 2019 | Ivoorkust              | Equatoriaal-Guinea     | Zuid-Afrika            | Koeweit *                      | Indonesië            | Peru                           | Dominicaanse Republiek     | België                   | Duitsland                | Polen                          |
| 2020 | Niger                  | Tunesië *              | Zuid-Afrika            | Vietnam                        | Indonesië            | Saint Vincent en de Grenadines | Dominicaanse Republiek     | België                   | Duitsland                | Estland                        |
| 2021 | Niger                  | Tunesië *              | Kenia                  | Vietnam                        | India                | Saint Vincent en de Grenadines | Mexico                     | Ierland                  | Noorwegen                | Estland                        |
| 2022 | Gabon                  | Ghana                  | Kenia                  | Verenigde Arabische Emiraten * | India                | Brazilië                       | Mexico                     | Ierland                  | Noorwegen                | Albanië                        |
| 2023 | Gabon                  | Ghana                  | Mozambique             | Verenigde Arabische Emiraten * | Japan                | Brazilië                       | Ecuador                    | Malta                    | Zwitserland              | Albanië                        |

## Overzicht per land
| Permanent lid     |
| Huidig lid (2020) |
| Voormalig VN-lid  |

De volgende tabel laat per land het aantal jaren zien dat een land lid van de Veiligheidsraad is geweest tot en met 2020.
De afkorting GRULAC staat voor Zuid-Amerika en de Cariben (Grupo de América Latina y el Caribe), WEOG voor West-Europa en de overigen. Met een sterretje (*) is de Arabische vertegenwoordiger aangegeven.
| Jaar | Land                           | Eerste jaar | Meest recent | Regionale Groep | Opmerkingen |
| ---- | ------------------------------ | ----------- | ------------ | --------------- | --- |
| 75   | Frankrijk                      | 1946        | 2020         | WEOG            | Permanent lid |
| 75   | Verenigd Koninkrijk            | 1946        | 2020         | WEOG            | Permanent lid |
| 75   | Verenigde Staten               | 1946        | 2020         | WEOG            | Permanent lid |
| 50   | China                          | 1971        | 2020         | Azië            | Permanent lid |
| 46   | Sovjet-Unie                    | 1946        | 1991         | Oost-Europa     | Voormalig permanent lid, vervangen door Rusland |
| 29   | Rusland                        | 1991        | 2020         | Oost-Europa     | Permanent lid |
| 25   | Taiwan                         | 1946        | 1971         | Azië            | Voormalig permanent lid, vervangen door de Volksrepubliek China                                                                                           |
| 22   | Japan                          | 1958        | 2017         | Azië            | |
| 20   | Brazilië                       | 1946        | 2011         | GRULAC          | |
| 18   | Argentinië                     | 1959        | 2014         | GRULAC          | |
| 14   | Colombia                       | 1947        | 2012         | GRULAC          | |
| 14   | India                          | 1950        | 2012         | Azië            | |
| 14   | Pakistan                       | 1952        | 2013         | Azië            | |
| 13   | Italië                         | 1959        | 2017         | WEOG            | |
| 12   | België                         | 1947        | 2020         | WEOG            | Huidig lid tot en met 2020 |
| 12   | Canada                         | 1948        | 2000         | WEOG            | |
| 12   | Duitsland                      | 1977        | 2020         | WEOG            | Inclusief de 4 jaar dat het als West-Duitsland lid was. Huidig lid tot en met 2020                                                                        |
| 11   | Egypte                         | 1946        | 2017         | Afrika *        | Inclusief de 2 jaar dat de Verenigde Arabische Republiek lid was en waarvan gedurende de laatste 15 maanden alleen nog het huidige Egypte deel uitmaakte. |
| 11   | Polen                          | 1946        | 2019         | Oost-Europa     | |
| 10   | Australië                      | 1946        | 2014         | WEOG            | |
| 10   | Chili                          | 1952        | 2015         | GRULAC          | |
| 10   | Nederland                      | 1946        | 2018         | WEOG            | |
| 10   | Nigeria                        | 1966        | 2015         | Afrika          | |
| 10   | Panama                         | 1958        | 2008         | GRULAC          | |
| 10   | Peru                           | 1955        | 2019         | GRULAC          | |
| 10   | Spanje                         | 1969        | 2016         | WEOG            | |
| 10   | Venezuela                      | 1962        | 2016         | GRULAC          | |
| 8    | Denemarken                     | 1953        | 2006         | WEOG            | |
| 8    | Indonesië                      | 1973        | 2020         | Azië            | Huidig lid tot en met 2020 |
| 8    | Noorwegen                      | 1949        | 2002         | WEOG            | |
| 8    | Oekraïne                       | 1948        | 2017         | Oost-Europa     | Inclusief 4 jaar als Oekraïense SSR |
| 8    | Zweden                         | 1957        | 2018         | WEOG            | |
| 7    | Joegoslavië                    | 1950        | 1989         | Oost-Europa     | Opgevolgd door Bosnië en Herzegovina, Kroatië, Macedonië, Montenegro, Servië en Slovenië                                                                  |
| 7    | Maleisië                       | 1965        | 2016         | Azië            | |
| 7    | Mexico                         | 1946        | 2010         | GRULAC          | |
| 7    | Nieuw-Zeeland                  | 1954        | 2016         | WEOG            | |
| 7    | Roemenië                       | 1962        | 2005         | Oost-Europa     | |
| 7    | Tunesië                        | 1980        | 2020         | Afrika *        | Huidig lid tot en met 2021 |
| 7    | Turkije                        | 1951        | 2010         | WEOG            | |
| 6    | Algerije                       | 1968        | 1989         | Afrika *        | |
| 6    | Bolivia                        | 1964        | 2018         | GRULAC          | |
| 6    | Bulgarije                      | 1966        | 2003         | Oost-Europa     | |
| 6    | Costa Rica                     | 1974        | 2009         | GRULAC          | |
| 6    | Cuba                           | 1956        | 1991         | GRULAC          | |
| 6    | Ecuador                        | 1950        | 1992         | GRULAC          | |
| 6    | Ethiopië                       | 1967        | 2018         | Afrika          | |
| 6    | Ivoorkust                      | 1964        | 2019         | Afrika          | |
| 6    | Filipijnen                     | 1957        | 2004         | Azië            | |
| 6    | Gabon                          | 1978        | 2011         | Afrika          | |
| 6    | Ghana                          | 1986        | 2007         | Afrika          | |
| 6    | Jordanië                       | 1965        | 2015         | Azië *          | |
| 6    | Marokko                        | 1963        | 2013         | Afrika *        | |
| 6    | Oostenrijk                     | 1973        | 2010         | WEOG            | |
| 6    | Portugal                       | 1979        | 2012         | WEOG            | |
| 6    | Senegal                        | 1968        | 2017         | Afrika          | |
| 6    | Syrië                          | 1947        | 2003         | Azië *          | Exclusief het jaar 1961 toen de Verenigde Arabische Republiek lid was waarvan Syrië gedurende een groot deel van de termijn lid was.                      |
| 6    | Zambia                         | 1969        | 1988         | Afrika          | |
| 6    | Zuid-Afrika                    | 2007        | 2020         | Afrika          | Huidig lid tot en met 2020 |
| 5    | Ierland                        | 1962        | 2002         | WEOG            | |
| 5    | Oeganda                        | 1966        | 2010         | Afrika          | |
| 4    | Angola                         | 2003        | 2016         | Afrika          | |
| 4    | Bangladesh                     | 1979        | 2001         | Azië            | |
| 4    | Benin                          | 1976        | 2005         | Afrika          | |
| 4    | Burkina Faso                   | 1984        | 2009         | Afrika          | |
| 4    | Congo-Brazzaville              | 1986        | 2007         | Afrika          | |
| 4    | Finland                        | 1969        | 1990         | WEOG            | |
| 4    | Griekenland                    | 1952        | 2006         | WEOG            | |
| 4    | Guinee                         | 1972        | 2003         | Afrika          | |
| 4    | Guyana                         | 1975        | 1983         | GRULAC          | |
| 4    | Hongarije                      | 1968        | 1993         | Oost-Europa     | |
| 4    | Irak                           | 1957        | 1975         | Azië *          | |
| 4    | Jamaica                        | 1979        | 2001         | GRULAC          | |
| 4    | Kameroen                       | 1974        | 2003         | Afrika          | |
| 4    | Kenia                          | 1973        | 1998         | Afrika          | |
| 4    | Koeweit                        | 1978        | 2019         | Azië *          | |
| 4    | Libanon                        | 1953        | 2011         | Azië            | |
| 4    | Libië                          | 1976        | 2009         | Afrika *        | |
| 4    | Mali                           | 1966        | 2001         | Afrika          | |
| 4    | Mauritius                      | 1977        | 2002         | Afrika          | |
| 4    | Nepal                          | 1969        | 1989         | Azië            | |
| 4    | Nicaragua                      | 1970        | 1984         | GRULAC          | |
| 4    | Rwanda                         | 1994        | 2014         | Afrika          | |
| 4    | Tanzania                       | 1975        | 2006         | Afrika          | |
| 4    | Togo                           | 1982        | 2013         | Afrika          | |
| 4    | Uruguay                        | 1965        | 2017         | GRULAC          | |
| 4    | Zaïre                          | 1982        | 1991         | Afrika          | Tegenwoordig bekend als Congo-Kinshasa |
| 4    | Zimbabwe                       | 1983        | 1992         | Afrika          | |
| 4    | Zuid-Korea                     | 1996        | 2014         | Azië            | |
| 3    | Niger                          | 1980        | 2020         | Afrika          | Huidig lid tot en met 2021 |
| 3    | Tsjecho-Slowakije              | 1964        | 1979         | Oost-Europa     | Voorganger van Tsjechië en Slowakije |
| 3    | Vietnam                        | 2008        | 2020         | Azië            | Huidig lid tot en met 2021 |
| 2    | Azerbeidzjan                   | 2012        | 2013         | Oost-Europa     | |
| 2    | Bahrein                        | 1998        | 1999         | Azië *          | |
| 2    | Bosnië en Herzegovina          | 2010        | 2011         | Oost-Europa     | Onderdeel van Joegoslavië dat 7 jaar lid was van de Veiligheidsraad                                                                                       |
| 2    | Botswana                       | 1995        | 1996         | Afrika          | |
| 2    | Burundi                        | 1970        | 1971         | Afrika          | |
| 2    | Ceylon                         | 1960        | 1961         | Azië            | Tegenwoordig onder de naam Sri Lanka |
| 3    | Dominicaanse Republiek         | 2019        | 2020         | GRULAC          | Huidig lid tot en met 2020 |
| 2    | Duitse Democratische Republiek | 1980        | 1981         | Oost-Europa     | Opgegaan in Duitsland |
| 2    | Djibouti                       | 1993        | 1994         | Afrika          | |
| 2    | Equatoriaal-Guinea             | 2018        | 2019         | Afrika          | |
| 2    | Gambia                         | 1998        | 1999         | Afrika          | |
| 2    | Guatemala                      | 2012        | 2013         | GRULAC          | |
| 2    | Guinee-Bissau                  | 1996        | 1997         | Afrika          | |
| 2    | Honduras                       | 1995        | 1996         | GRULAC          | |
| 2    | Iran                           | 1955        | 1956         | Azië            | |
| 2    | Jemen                          | 1990        | 1991         | Azië *          | |
| 2    | Kaapverdië                     | 1992        | 1993         | Afrika          | |
| 2    | Kazachstan                     | 2017        | 2018         | Azië            | |
| 2    | Kroatië                        | 2008        | 2009         | Oost-Europa     | Was onderdeel van Joegoslavië dat 7 jaar lid was van de Veiligheidsraad.                                                                                  |
| 2    | Litouwen                       | 2014        | 2015         | Oost-Europa     | |
| 2    | Luxemburg                      | 2013        | 2014         | WEOG            | |
| 2    | Madagaskar                     | 1985        | 1986         | Afrika          | |
| 2    | Mauritanië                     | 1974        | 1975         | Afrika          | |
| 2    | Namibië                        | 1999        | 2000         | Afrika          | |
| 2    | Oman                           | 1994        | 1995         | Azië *          | |
| 2    | Paraguay                       | 1968        | 1969         | GRULAC          | |
| 2    | Sierra Leone                   | 1970        | 1971         | Afrika          | |
| 2    | Singapore                      | 2001        | 2002         | Azië            | Was tijdens het lidmaatschap van Maleisië in 1965 enkele maanden onderdeel van dat land                                                                   |
| 2    | Slovenië                       | 1998        | 1998         | Oost-Europa     | Onderdeel van Joegoslavië dat 7 jaar lid was van de Veiligheidsraad                                                                                       |
| 2    | Slowakije                      | 2006        | 2007         | Oost-Europa     | Onderdeel van Tsjechoslowakije dat 3 jaar lid was van de Veiligheidsraad                                                                                  |
| 2    | Soedan                         | 1972        | 1973         | Afrika *        | |
| 2    | Somalië                        | 1971        | 1972         | Afrika          | |
| 2    | Thailand                       | 1985        | 1986         | Azië            | |
| 2    | Trinidad en Tobago             | 1985        | 1986         | GRULAC          | |
| 2    | Tsjaad                         | 2014        | 2015         | Afrika          | |
| 2    | Tsjechië                       | 1994        | 1995         | Oost-Europa     | Onderdeel van Tsjechoslowakije dat 3 jaar lid was van de Veiligheidsraad                                                                                  |
| 2    | Qatar                          | 2006        | 2007         | Azië *          | |
| 2    | Verenigde Arabische Emiraten   | 1986        | 1987         | Azië *          | |
| 2    | Wit-Russische SSR              | 1974        | 1975         | Oost-Europa     | Nu het onafhankelijke land Wit-Rusland |
| 1    | Estland                        | 2020        | 2020         | Oost-Europa     | Huidig lid tot en met 2021 |
| 1    | Liberia                        | 1961        | 1961         | Afrika          | |
| 1    | Saint Vincent en de Grenadines | 2020        | 2020         | GRULAC          | Huidig lid tot en met 2021, lid van de Veiligheidsraad met de kleinste bevolkingsomvang.                                                                  |